# スールー諸島
座標: 北緯5度40分0秒 東経121度07分0秒 / 北緯5.66667度 東経121.11667度
スールー諸島（スールーしょとう、英題：Sulu Archipelago）とは、フィリピン領の諸島。

## 歴史
15世紀から19世紀にかけてムスリムの国・スールー王国が存在した。
1945年、スールー諸島の戦い（4月2日 - 8月15日）。
1976年2月2日、サンボアンガからスールー諸島に向かっていた連絡船（133トン）が、ホロ島沖合13キロ付近で火災を起こして沈没。39人が救助されたものの船長、乗客ら4人が死亡、行方不明。

## 地理
フィリピン諸島南西部に位置し、ミンダナオ島とカリマンタン島との間に位置する。東北東から南南西に伸び、長さ約300km。北はスールー海、南はセレベス海となる。
主な島はバシラン島、ホロ島、パングラタン島、ルーグス島、タウィタウィ島、シムヌル島。

## 行政区分
フィリピンのバンサモロ自治地域（旧イスラム教徒ミンダナオ自治地域）に、タウィタウィ州、バシラン州（イサベラ市を除く）の2州が属する。かつてはスールー州も含まれていたが、2024年11月26日に離脱した。